# Фош-Борель, Луи
Луи Фош-Боре́ль (фр. Louis Fauche-Borel; 12 апреля 1762, Невшатель — 4 сентября 1829) — французский политический деятель времён Французской революции и Первой французской империи.
Родом из Невшателя, по профессии часовщик, потом книготорговец. Во время Французской революции был деятельным агентом французских эмигрантов, преимущественно принца Конде; склонил Пишегрю к измене республике; печатал и распространял манифесты и прокламации эмигрантов, как, например, прокламацию Людовика XVIII 1797 года, в которой претендент на корону обещал французам конституцию. Нередко ездил с поручениями от Людовика к дружественным дворам. После 18 брюмера (1799) был арестован, но освобождён по ходатайству прусского посланника и выслан из Франции.
В 1814 году он тайно распространял во Франции манифест Людовика XVIII, вернулся в Париж вслед за армией союзников и исполнял разные секретные поручения Гарденберга. Во время Ста дней он состоял при Людовике XVIII в Генте; потом Гарденберг отправил его в Невшатель в качестве прусского генерального консула.
Карл Χ назначил ему пенсию. Луи Фош-Борель оставил ценные «Воспоминания» («Mémoires»; Париж, 1829; том 1).